# Hohn

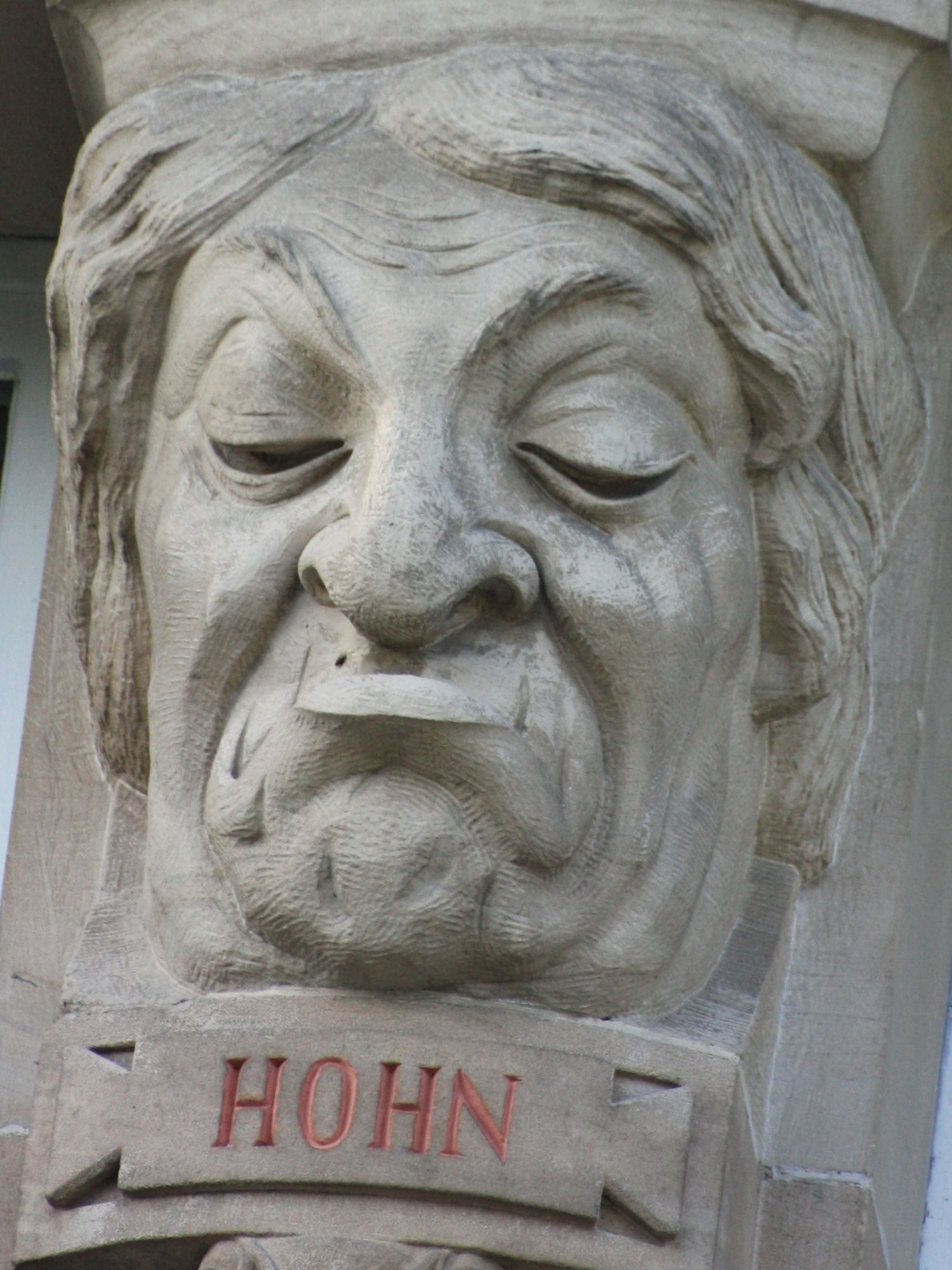
Darstellung des Hohns (Stadttheater Gießen)

Der Hohn, gesteigert blanker Hohn, bezeichnet in der Kommunikation eine stark abschätzige Verhaltensweise gegenüber anderen. Die Redensart „mit Hohn und Spott“ unterschied ursprünglich noch zwischen Verächtlich- und Lächerlichmachen, heute ist mit Hohn meist beides gemeint. Verwandt mit dem Hohn ist außerdem die Häme, jedoch ist die Ehrabschneidung bei der Häme Teil einer übergeordneten Profilierungsstrategie.

„Das Schmerzlichste an Schlägen ist […] der Hohn, der sie begleitet.“

Hohn in der sozialen Interaktion dient meist der Demütigung des anderen. Er kann durch Blicke (z. B. von oben herab), Gesten (etwa der Mittelfinger), Mimik (Grinsen, Zunge-Herausstrecken) oder auf eine andere Weise (etwa Auslachen), ausgiebig aber durch Sprache gezeigt werden – bereits Goliat sprach Israel Hohn.
In den Künsten wird der Hohn gerne aufgegriffen. So ist in der bildenden Kunst die Verspottung Christi ein klassisches Thema und Goethes Mephistopheles verhöhnt Faust gerade in dessen Verzweiflungsszene („Wald und Höhle“) ausgiebig.